# Октевиль-сюр-Мер (кантон)
Октевиль-сюр-Мер (фр. Octeville-sur-Mer) — кантон во Франции, находится в регионе Нормандия, департамент Приморская Сена. Входит в состав округа Гавр.

## История
Кантон образован в результате реформы 2015 года путём объединения кантонов Крикто-л’Эневаль и Монтивилье.

## Состав кантона с 22 марта 2015 года
В состав кантона входят коммуны (население по данным Национального института статистики за 2018 г.):
- Англеквиль-л’Эневаль (623 чел.)
- Анжервиль-л’Орше (1 415 чел.)
- Бенувиль (183 чел.)
- Бордо-Сен-Клер (659 чел.)
- Борпер (494 чел.)
- Вержето (444 чел.)
- Вилленвиль (289 чел.)
- Гонвиль-ла-Малле (1 348 чел.)
- Ковиль-сюр-Мер (1 571 чел.)
- Крикто-л’Эневаль (2 561 чел.)
- Кювервиль (348 чел.)
- Ла-Потри-Кап-д’Антифе (453 чел.)
- Ле-Тийёль (690 чел.)
- Манвиллет (869 чел.)
- Манеглиз (1 244 чел.)
- Нотр-Дам-дю-Бек (453 чел.)
- Октевиль-сюр-Мер (5 987 чел.)
- Пьерфик (134 чел.)
- Рольвиль (1 189 чел.)
- Сен-Жюэн-Брюнваль (1 858 чел.)
- Сен-Мартен-дю-Бек (613 чел.)
- Сен-Мартен-дю-Мануар (1 490 чел.)
- Сент-Мари-о-Боск (365 чел.)
- Тюрто (1 472 чел.)
- Фонгёзмар (187 чел.)
- Фонтен-ла-Малле (2 630 чел.)
- Фонтене (1 381 чел.)
- Эквиль (716 чел.)
- Эпувиль (2 670 чел.)
- Эрмевиль (360 чел.)
- Этрета (1 242 чел.)

## Политика
На президентских выборах 2022 г. жители кантона отдали в 1-м туре Эмманюэлю Макрону 31,5 % голосов против 27,0 % у Марин Ле Пен и 16,2 % у Жана-Люка Меланшона; во 2-м туре в кантоне победил Макрон, получивший 56,9 % голосов. (2017 год. 1 тур: Марин Ле Пен – 23,8 %, Эмманюэль Макрон – 21,5 %, Франсуа Фийон – 20,8 %, Жан-Люк Меланшон – 19,7 %; 2 тур: Макрон – 61,0 %. 2012 год. 1 тур: Николя Саркози — 31,0 %, Франсуа Олланд — 23,3 %, Марин Ле Пен — 19,3 %; 2 тур: Саркози — 54,6 %. 2007 год. 1 тур: Саркози — 34,0 %, Сеголен Руаяль — 19,4 %; 2 тур: Саркози — 60,0 %).
С 2021 года кантон в Совете департамента Приморская Сена представляют экс-мэр коммуны Анжервиль-л’Орше Флоранс Дюранд (Florence Durande) (Республиканцы) и первый вице-мэр города Октевиль-сюр-Мер Оливье Рош (Olivier Roche) (Разные правые).
|                | Кандидаты                         | Партия                   | Первый тур | Первый тур     | Второй тур | Второй тур |
| Кол-во голосов | Кандидаты                         | Партия                   | % голосов  | Кол-во голосов | % голосов  |            |
| -------------- | --------------------------------- | ------------------------ | ---------- | -------------- | ---------- | ---------- |
|                | Флоранс Дюранд Оливье Рош         | Разные правые            | 3 626      | 39,02          | 5 140      | 58,32      |
|                | Франсуа Обер Анн-Доминик Ото-Мунь | Левый блок – Зелёные     | 2 254      | 24,26          | 3 674      | 41,68      |
|                | Изабель Дюкёржоли Брюно Маё       | Национальное объединение | 2 034      | 21,89          |            |            |
|                | Мартин Бузони Люка Дегёр          | Коммунистическая партия  | 935        | 10,06          |            |            |
|                | Беатрис Бюнж Жан-Батист Ренье     | Прочие                   | 443        | 4,77           |            |            |

|                | Кандидаты                     | Партия             | Первый тур | Первый тур     | Второй тур | Второй тур |
| Кол-во голосов | Кандидаты                     | Партия             | % голосов  | Кол-во голосов | % голосов  |            |
| -------------- | ----------------------------- | ------------------ | ---------- | -------------- | ---------- | ---------- |
|                | Флоранс Дюранд Жан-Луи Руслен | Правый блок        | 5 286      | 37,67          | 8 613      | 67,73      |
|                | Батист Гёден Марин Фусс       | Национальный фронт | 4 012      | 28,59          | 4 104      | 32,27      |
|                | Эрве Леплёр Шанталь Эмар      | Разные левые       | 3 444      | 24,55          |            |            |
|                | Мартин Бузони Лоран Куссен    | Левый фронт        | 1 289      | 9,19           |            |            |